# Disposition transitoire
Mesures transitoires applicables aux résultats des objectifs 1997
Si un reversement est exigible des médecins au titre de l’année 1997, les Parties signataires de la présente convention pourront décider de déduire le montant de ce reversement du montant de l’objectif prévisionnel d’évolution des dépenses médicales concernant les médecins de cette catégorie pour 1998.
Dans ce cas, le recouvrement des sommes dont sont redevables les médecins au titre de 1997 sera différé jusqu’à ce que soit constaté le respect de l’objectif prévisionnel des dépenses médicales de 1998 et ce, dans les conditions suivantes :
- si, au titre de 1998, le montant des dépenses médicales est égal ou inférieur au montant de l’objectif prévisionnel de ladite année calculé conformément au premier alinéa, le reversement dû au titre de 1997 sera annulé ;
- si, au titre de 1998, le montant des dépenses médicales est supérieur au montant de l’objectif prévisionnel de ladite année calculé conformément au premier alinéa, le reversement dû au titre de l’année 1997 sera mis en recouvrement dans les conditions prévues aux articles 32 et 32 bis. Il sera, le cas échéant, réduit à concurrence de la fraction du montant de reversement compatible avec le respect de l’objectif prévisionnel de 1998.

Une disposition ou mesure transitoire est une clause définissant les modalités de transition entre un régime juridique ancien et un nouveau. En précisant les conditions d'entrée en vigueur d'une source formel du droit, elle vise à résoudre les conflits de lois (a fortiori, de sources) dans le temps en précisant l'application respective des deux régimes juridiques ainsi créés. Elles sont d'une nécessité particulière pour régir l'application du nouveau droit aux procédures en cours,. En droit constitutionnel français, des dispositions transitoires établissent pour la période « un régime original, distinct et temporaire ».